# Казахстан (Жаксинський район)
Казахста́н (каз. Қазақстан) — село у складі Жаксинського району Акмолинської області Казахстану. Входить до складу Ішимського сільського округу.
Населення — 45 осіб (2021; 83 у 2009, 316 у 1999, 338 у 1989).
Національний склад станом на 1989 рік:
- казахи — 100 %.